# Magyarország (Dupéré–Geszti-dal)
Geszti Péter Magyarország című dalának eredeti címe: Alegría, zeneszerzője René Dupéré.

## AzAlegríamagyar változatának története
Geszti Péter a Cirque du Soleil egy New York-i előadásán hallotta először a dalt. Az énekesnő Francesca Gagnon volt. Geszti felvette a kapcsolatot a dal jogtulajdonosával, majd felajánlotta, hogy megvásárolná a művet.
Miután Geszti megírta a magyar dalszöveget, angolra fordították, és elküldték New Yorkba jóváhagyásra. Az énekesnő kiválasztásánál a Francesca Gagnonhoz hasonló orgánummal rendelkező Oláh Ibolyára esett a választás.[forrás?]

## Elismerések
- A 2005. augusztus 20-i nemzeti ünnepen a tűzijáték nyitánya alatt Oláh Ibolya énekelte el a budapesti Lánchíd tetején.
- Oláh Ibolya 2005. november 12-én boltokba került Édes méreg című albuma a Magyarország című dallal még 2005-ben platinalemez lett.

## Külső hivatkozások
- Másik videoverzió
- Másik feldolgozás az indavideo.hu szájton